# Open business
 (juillet 2015).
Si vous disposez d'ouvrages ou d'articles de référence ou si vous connaissez des sites web de qualité traitant du thème abordé ici, merci de compléter l'article en donnant les références utiles à sa vérifiabilité et en les liant à la section « Notes et références ».
Le concept d'open business est un modèle d'entreprise (business model en anglais) ouvert qui se fonde sur les idées des mouvements libres tels que les logiciels libres, l'open source, le contenu libre et les normes et outils ouverts. L'approche se base sur les valeurs de transparence, de participation et de responsabilisation des parties prenantes.
Dans une structure open business, les contributeurs et autres parties prenantes sont rendus visibles afin de répartir les avantages commerciaux entre eux. Une telle structure cherche à accroître l'engagement personnel et les résultats positifs en récompensant les contributeurs ouvertement.

## Principes de base
Les éléments essentiels du concept sont :
- L'apprentissage ouvert/partagé — un des principes fondamentaux est la collaboration ouverte entre tous les niveaux et sites.
- La participation libre — toute personne est libre de se joindre à l'organisation (comme dans SourceForge et la communauté Blender, où les contributions individuelles et d'équipe [sous forme de compétences spécialisées, de consultance, de formation, d'adaptations, de camps, de colloques, de livres, etc.] peuvent aider à générer un revenu individuel).
- Les droits individuels — chaque personne est aidée et encouragée à définir et optimiser ses besoins en développement personnel sur le plan technique, personnel, spirituel, etc.
- L'accent mis sur la collectivité — les activités productives sont considérées comme faisant partie des autres activités humaines, y compris la vie de famille, la vie de la collectivité locale, les engagements religieux, etc.
- L'indépendance — l'organisation ne dépend d'aucune institution existante, qu'elle soit politique, religieuse ou autre. Les membres disposent de leur entière liberté d'opinion, de convictions philosophiques et/ou religieuses.
- Le partage des connaissances — le libre échange des connaissances en faisant usage - autant que possible - des normes ouvertes, de l'open source et des principes des contenus ouverts.
- Le caractère ouvert des données des membres — comprend le libre accès - sous une forme pratique - aux données de contact de tous les autres membres (chaque membre détermine et approuve l'étendue et de la profondeur de ses données personnelles avant libération).
- La transparence financière — concerne toutes les informations comptables, y compris la rétribution des membres.

## Autres spécificités

### Connaissances
- Toutes les connaissances et les informations circulent librement et ouvertement entre les membres (mais aussi dans le grand public par appartenance).
- Les connaissances et informations des toutes provenances sont continuellement converties et rendues facilement accessibles (par un navigateur Internet); la conversion se fait à partir de :
  - documents physiques, 
  - documents électroniques détenus à titre individuel, 
  - bases de données fermées, etc.
- Les connaissances se construisent et sont entretenues par les participants à l'open business. Elles sont mises à disposition à un stade précoce, c'est-à-dire immédiatement après leur acquisition, non pas après une réflexion a posteriori (exemple: la cocréation en public d'un livre sur le modèle Wikinomics).

### Aspects financiers
- Le salaire ou revenu individuel est basé sur les compétences sociales et professionnelles de chacun, des heures prestées et des résultats obtenus.
- Le bénéfice net est réparti entre les membres, de façon transparente en fonction de leurs contributions individuelles.

### Management
- Le management n'a que les rôles de modérateur et de facilitateur afin d'optimiser les processus du groupe (en tant que primus inter pares, en tenant compte des différentes aptitudes et compétences de chacun).
- Les décisions émergent d'un processus ouvert en continu, par la recherche d'un consensus suivie d'un vote. Chaque membre impliqué dispose du droit de vote.
- Les rôles de management sont exercés à tour de rôle (toute personne appropriée peut prendre l'initiative de se présenter, le choix final revient aux les membres de l'équipe).

## Appliqué à la vente de produits
Les entreprises qui vendent des produits de consommation peuvent fonctionner en mode open business de différentes manières. Par exemple, en divulguant les prix des composants utilisés et en publiant les informations de fonctionnement. Cela peut avoir un intérêt au bénéfice de la plupart des parties prenantes, qu'il s'agisse des actionnaires, des travailleurs, de leurs familles, etc.
Le risque de faillite des entreprises fonctionnant en open business est réduit parce que le fruit du travail reste en commun et reste donc toujours disponible pour permettre à l'activité de reprendre, même dans les situations les plus critiques.

## Appliqué à la vente de services
Une entreprise qui propose des services peut également fonctionner en mode open business. Par exemple, une organisation non gouvernementale qui publie toutes ses transactions (les dons et leur utilisation) en temps réel sur son site Internet. Un autre exemple d'entreprise de services fonctionnant en mode open business est Canonical Ltd, le principal sponsor du système d'exploitation gratuit Ubuntu.
Les œuvres de bienfaisance fonctionnant sur le modèle open business peuvent s'avérer plus attrayantes pour les donateurs qui les soutiennent, en particulier si le nom ou la marque du donateur sont rendus publics en apparaissant sur les réseaux sociaux (Twitter,, Facebook, Google+ ou autres). Dans ce cas, le donateur contribue positivement à l'œuvre en tant que open business et, par ailleurs, donne une image positive de lui-même à la communauté (éventuellement en gagnant des "whuffies") et ainsi contribue à sa bonne réputation.
Le risque de faillite de ces organisations de charité est réduit pour les raisons suivantes :
- elles suscitent davantage de confiance du public en divulguant ouvertement leurs flux de trésorerie.
- elles obtiennent plus facilement le soutien des grands noms établis et visibles.

## À propos des membres
Le degré de liberté dans la participation peut varier :
- Toute personne peut devenir membre, sans distinction de race, de sexe, de religion ou de convictions politiques, typiquement de deux façons différentes :
  - soit par approbation de la majorité des membres, ou...
  - simplement par un processus d'inscription en ligne (avec une authentification pour éviter l'usurpation d'identité, comme le font par exemple PayPal ,Twitter, etc.).
- Le degré de participation dépend des compétences sociales et professionnelles ainsi que des règles de transparence autorégulées, constamment développées et documentées par la communauté.
- Les membres peuvent, plus ou moins selon les cas, déterminer leurs horaires et leurs lieux de travail : 
  - soit sur un modèle de disponibilité rigide, par exemple : de 8:00 à 18:00 heures du lundi au vendredi, ou 
  - sur base d'un horaire libre, qu'il soit répétitif ou non, suivant les besoins. Ce modèle permet au membre de consacrer plus de temps à d'autres activités personnelles comme la créativité, l'apprentissage, la famille, la collectivité locale, les engagements politiques).